# Yaeji
Yaeji (예지?), pseudonimo di Kathy Yaeji Lee (캐시 예지 리?; New York, 6 agosto 1993), è una cantante, disc jockey e produttrice discografica statunitense.
L'artista è salita alla ribalta internazionale grazie ai due EP Yaeji e EP2, entrambi del 2017.
Lo stile di Yaeji è una fusione di musica elettronica, indie pop, house e R&B.

## Discografia

### Album
- 2023 - With a Hammer

### EP
- 2017 – Yaeji
- 2017 – EP2

### Singoli
- 2016 – New York '93
- 2016 – Guap
- 2017 – Noonside
- 2017 – Therapy
- 2017 – Last Breath
- 2017 – Passionfruit (Cover)
- 2017 – Drink I'm Sippin On
- 2017 – Raingurl
- 2018 – One More

### Mixtape
- 2020 – What We Drew

### Remix
- 2018 – Focus (Yaeji Remix) (Charli XCX)[3]